# Hemiteles cingulatorius
Hemiteles cingulatorius là một loài tò vò trong họ Ichneumonidae.